# غاري سيك
غاري جي سيك (من مواليد 4 أبريل 1935) أكاديمي ومحلل أمريكي لشؤون الشرق الأوسط متخصص بالشأن الإيراني، عمل في مجلس الأمن القومي الأمريكي في عهد الرئيسين فورد وكارتر ولمدة أسبوعين عهد الرئيس ريغان كذلك. ألف ثلاثة كتب وربما يكون معروفًا بشكل أفضل للجمهور على نطاق واسع لأنه أعرب عن دعمه لعناصر نظرية مؤامرة مفاجأة أكتوبر فيما يتعلق بأزمة الرهائن في إيران والانتخابات الرئاسية لعام 1980.

## وصلات خارجية
- الموقع الرسمي